# 彼得·卡斯巴尔
彼得·卡斯巴尔（德語：Peter Käsbauer，1988年3月17日—），德国男子羽毛球運動員，擅長雙打項目。

## 簡歷
彼得·卡斯巴尔在國家隊中是一位兼項男雙和混雙的選手，初期的固定搭檔分別為约舍·兹沃涅及乔安娜·格里斯威斯基。
2011年，卡斯巴尔開始在國際賽場上取得不錯的成績。男雙方面，他與约舍·兹沃涅合作先後贏得了荷蘭國際賽和西班牙公開賽男子雙打亞軍；又在較高級別的斯洛文尼亞國際賽和愛爾蘭國際賽中打進四強。而混雙方面，他則與乔安娜·格里斯威斯基合作打進過葡萄牙國際賽、斯洛文尼亞國際賽和荷蘭大獎賽的四強。
2012年，卡斯巴尔與搭檔們取得一個不俗的開始，先在克羅地亞國際賽打進男雙四強，在4月舉行的第1屆法國羽毛球國際賽，更一舉拿下男雙和混雙冠軍。同年年底，卡斯巴尔改與較年輕的伊莎贝尔·赫特里克搭檔混雙，二人初次出戰國際賽，即贏得保加利亞國際賽亞軍，更在其後舉行的瑞士國際賽奪得冠軍。
2013年，卡斯巴尔續與伊莎贝尔·赫特里克取得佳績，先後贏得瑞典斯德哥爾摩國際賽和白夜羽毛球賽混雙冠軍。同年8月，二人出戰中國廣州舉行的世界羽毛球錦標賽混合雙打項目，但在出戰首圈就以0比2（14-21、15-21）負於馬來西亞的王健國/林芸如出局。在男雙方面，兹沃涅則跟约舍·兹沃涅在法國國際賽、白夜羽毛球賽及倫敦黃金大獎賽中打進四強；在2014年湯姆斯盃後，兹沃涅改與麦克斯·施文格尔搭檔男雙，而卡斯巴尔則專注混雙賽事。
2015年7月，卡斯巴尔代表德國薩爾蘭大學出戰韓國光州市舉行的世界大學生運動會羽毛球比賽。

## 主要比賽成績
| 年份   | 賽事                       | 公開賽級別 | 項目     | 搭檔                | 成績   |
| ------ | -------------------------- | ---------- | -------- | ------------------- | ------ |
| 2007年 | 歐洲青年羽毛球錦標賽       | 其他       | 男子雙打 | 卢卡斯·施密特       | 準決賽 |
| 2007年 | 歐洲青年羽毛球錦標賽       | 其他       | 混合雙打 | Julia Schmidt       | 亞軍   |
| 2008年 | 比利時羽毛球國際賽         | 國際挑戰賽 | 男子雙打 | Roman Spitko        | 亞軍   |
| 2008年 | 碧特博格羽毛球大獎賽       | 大獎賽     | 男子雙打 | Roman Spitko        | 準決賽 |
| 2009年 | 匈牙利羽毛球國際賽         | 國際系列賽 | 男子雙打 | 蒂姆·德特曼         | 準決賽 |
| 2009年 | 匈牙利羽毛球國際賽         | 國際系列賽 | 混合雙打 | 乔安娜·格里斯威斯基 | 亞軍   |
| 2009年 | 威爾斯羽毛球國際賽         | 國際系列賽 | 男子雙打 | 奥利弗·罗斯         | 亞軍   |
| 2010年 | 羅馬尼亞羽毛球國際賽       | 國際系列賽 | 男子雙打 | 奥利弗·罗斯         | 準決賽 |
| 2010年 | 西班牙羽毛球公開賽         | 國際挑戰賽 | 男子雙打 | 奥利弗·罗斯         | 冠軍   |
| 2010年 | 西班牙羽毛球公開賽         | 國際挑戰賽 | 混合雙打 | 乔安娜·格里斯威斯基 | 亞軍   |
| 2010年 | 匈牙利羽毛球國際賽         | 國際系列賽 | 男子雙打 | 约舍·兹沃涅         | 冠軍   |
| 2010年 | 匈牙利羽毛球國際賽         | 國際系列賽 | 混合雙打 | 乔安娜·格里斯威斯基 | 亞軍   |
| 2010年 | 威爾斯羽毛球國際賽         | 國際系列賽 | 男子雙打 | 约舍·兹沃涅         | 冠軍   |
| 2010年 | 威爾斯羽毛球國際賽         | 國際系列賽 | 混合雙打 | 乔安娜·格里斯威斯基 | 冠軍   |
| 2011年 | 愛沙尼亞羽毛球國際賽       | 國際系列賽 | 男子雙打 | 约舍·兹沃涅         | 冠軍   |
| 2011年 | 愛沙尼亞羽毛球國際賽       | 國際系列賽 | 混合雙打 | 乔安娜·格里斯威斯基 | 準決賽 |
| 2011年 | 荷蘭羽毛球國際賽           | 國際挑戰賽 | 男子雙打 | 约舍·兹沃涅         | 亞軍   |
| 2011年 | 葡萄牙羽毛球國際賽         | 國際系列賽 | 混合雙打 | 乔安娜·格里斯威斯基 | 準決賽 |
| 2011年 | 斯洛文尼亞羽毛球國際賽     | 國際系列賽 | 男子雙打 | 约舍·兹沃涅         | 準決賽 |
| 2011年 | 斯洛文尼亞羽毛球國際賽     | 國際系列賽 | 混合雙打 | 乔安娜·格里斯威斯基 | 準決賽 |
| 2011年 | 西班牙羽毛球公開賽         | 國際挑戰賽 | 男子雙打 | 约舍·兹沃涅         | 亞軍   |
| 2011年 | 荷蘭羽毛球大獎賽           | 大獎賽     | 混合雙打 | 乔安娜·格里斯威斯基 | 準決賽 |
| 2011年 | 愛爾蘭羽毛球國際賽         | 國際系列賽 | 男子雙打 | 约舍·兹沃涅         | 準決賽 |
| 2012年 | 克羅地亞羽毛球國際賽       | 國際系列賽 | 男子雙打 | 约舍·兹沃涅         | 準決賽 |
| 2012年 | 法國羽毛球國際賽           | 國際系列賽 | 男子雙打 | 约舍·兹沃涅         | 冠軍   |
| 2012年 | 法國羽毛球國際賽           | 國際系列賽 | 混合雙打 | 乔安娜·格里斯威斯基 | 冠軍   |
| 2012年 | 保加利亞羽毛球國際賽       | 國際挑戰賽 | 混合雙打 | 伊莎贝尔·赫特里克   | 亞軍   |
| 2012年 | 瑞士羽毛球國際賽           | 國際挑戰賽 | 混合雙打 | 伊莎贝尔·赫特里克   | 冠軍   |
| 2013年 | 瑞典斯德哥爾摩羽毛球國際賽 | 國際挑戰賽 | 混合雙打 | 伊莎贝尔·赫特里克   | 冠軍   |
| 2013年 | 法國羽毛球國際賽           | 國際挑戰賽 | 男子雙打 | 约舍·兹沃涅         | 準決賽 |
| 2013年 | 白夜羽毛球賽               | 國際挑戰賽 | 男子雙打 | 约舍·兹沃涅         | 準決賽 |
| 2013年 | 白夜羽毛球賽               | 國際挑戰賽 | 混合雙打 | 伊莎贝尔·赫特里克   | 冠軍   |
| 2013年 | 倫敦羽毛球黃金大獎賽       | 黃金大獎賽 | 男子雙打 | 约舍·兹沃涅         | 準決賽 |
| 2014年 | 瑞典羽毛球大師賽           | 國際挑戰賽 | 混合雙打 | 伊莎贝尔·赫特里克   | 亞軍   |
| 2014年 | 歐洲男子羽毛球團體錦標賽   | 其他       | 男子團體 | －                  | 季軍   |
| 2014年 | 蘇格蘭羽毛球大獎賽         | 大獎賽     | 混合雙打 | 伊莎贝尔·赫特里克   | 準決賽 |
| 2014年 | 愛爾蘭羽毛球公開賽         | 國際挑戰賽 | 混合雙打 | 伊莎贝尔·赫特里克   | 亞軍   |
| 2014年 | 美國羽毛球大獎賽           | 大獎賽     | 混合雙打 | 伊莎贝尔·赫特里克   | 冠軍   |
| 2015年 | 保加利亞羽毛球國際賽       | 國際挑戰賽 | 男子雙打 | 拉斐尔·贝克         | 冠軍   |
| 2015年 | 瑞士羽毛球國際賽           | 國際挑戰賽 | 男子雙打 | 拉斐尔·贝克         | 準決賽 |
| 2015年 | 愛爾蘭羽毛球公開賽         | 國際挑戰賽 | 男子雙打 | 拉斐尔·贝克         | 冠軍   |
| 2016年 | 歐洲男子羽毛球團體錦標賽   | 其他       | 男子團體 | －                  | 季軍   |
| 2016年 | 波蘭羽毛球公開賽           | 國際挑戰賽 | 混合雙打 | 弗朗兹斯卡·福尔克曼 | 準決賽 |
| 2016年 | 愛爾蘭羽毛球公開賽         | 國際挑戰賽 | 男子雙打 | 拉斐尔·贝克         | 準決賽 |
| 2017年 | 歐洲羽毛球混合團體錦標賽   | 其他       | 混合團體 | －                  | 季軍   |
| 2017年 | 泰國羽毛球黃金大獎賽       | 黃金大獎賽 | 男子雙打 | 拉斐尔·贝克         | 亞軍   |
| 2017年 | 土耳其羽毛球國際賽         | 國際系列賽 | 男子雙打 | 约翰尼斯·皮斯托留斯 | 準決賽 |
| 2017年 | 土耳其羽毛球國際賽         | 國際系列賽 | 混合雙打 | 奥尔佳·科农         | 冠軍   |
| 2018年 | 愛沙尼亞羽毛球國際賽       | 國際系列賽 | 男子雙打 | 约翰尼斯·皮斯托留斯 | 亞軍   |
| 2018年 | 愛沙尼亞羽毛球國際賽       | 國際系列賽 | 混合雙打 | 奥尔佳·科农         | 冠軍   |
| 2018年 | 歐洲羽毛球男子團體錦標賽   | 其他       | 男子團體 | －                  | 季軍   |
| 2018年 | 葡萄牙羽毛球國際賽         | 國際系列賽 | 混合雙打 | 奥尔佳·科农         | 冠軍   |
| 2018年 | 捷克羽毛球國際賽           | 國際系列賽 | 男子雙打 | 约翰尼斯·皮斯托留斯 | 亞軍   |
| 2018年 | 捷克羽毛球國際賽           | 國際系列賽 | 混合雙打 | 奥尔佳·科农         | 冠軍   |
| 2018年 | 奧爾良羽毛球大師賽         | 超級100賽  | 混合雙打 | 奥尔佳·科农         | 亞軍   |
| 2018年 | 薩洛盧羽毛球公開賽         | 超級100賽  | 混合雙打 | 乔安娜·格里斯威斯基 | 準決賽 |
| 2019年 | 歐洲羽毛球混合團體錦標賽   | 其他       | 混合團體 | －                  | 亞軍   |
| 2019年 | 芬蘭羽毛球公開賽           | 國際挑戰賽 | 男子雙打 | 琼斯·拉夫利·詹森    | 亞軍   |
| 2019年 | 拉各斯羽毛球國際經典賽     | 國際挑戰賽 | 男子雙打 | 琼斯·拉夫利·詹森    | 冠軍   |
| 2019年 | 比利時羽毛球國際賽         | 國際挑戰賽 | 男子雙打 | 瓊斯·拉夫利·詹森    | 準決賽 |
| 2019年 | 薩洛盧羽毛球公開賽         | 超級100賽  | 男子雙打 | 瓊斯·拉夫利·詹森    | 準決賽 |
| 2019年 | 愛爾蘭羽毛球公開賽         | 國際挑戰賽 | 男子雙打 | 瓊斯·拉夫利·詹森    | 冠軍   |
| 2020年 | 薩洛盧羽毛球公開賽         | 超級100賽  | 男子雙打 | 瓊斯·拉夫利·詹森    | 準決賽 |
| 2021年 | 歐洲羽毛球混合團體錦標賽   | 其他       | 混合團體 | －                  | 季軍   |

| 2007-2017年 | 首要超級賽 | 超級賽 | 黃金大獎賽 | 大獎賽 | 國際挑戰賽 | 國際系列賽 | 未來系列賽 | 其他 |

| 2018-2026年 | 總決賽 | 超級1000賽 | 超級750賽 | 超級500賽 | 超級300賽 | 超級100賽 | 國際挑戰賽 | 國際系列賽 | 未來系列賽 | 其他 |

### 奧運會和世錦賽參賽紀錄
|          | 搭檔              | 2013        | 2014 | 2015 | 2016 | 2017 | 2018 |
| -------- | ----------------- | ----------- | ---- | ---- | ---- | ---- | ---- |
| 男子雙打 | 约舍·兹沃涅       | 48強 (退賽) | 32強 | －   | －   | －   | －   |
|          |                   |             |      |      |      |      |      |
| 混合雙打 | 伊莎贝尔·赫特里克 | 48強        | 48強 | －   | －   | －   | －   |
| 混合雙打 | 奥尔佳·科农       | －          | －   | －   | －   | －   | 32強 |